# Грессер, Александр Александрович
Александр Александрович Грессер (1801—1868) — генерал-майор, действительный статский советник, участник подавления Польского восстания 1831 года.

## Биография
Родился 8 (20) августа 1801 года, сын героя Отечественной войны 1812 года генерал-лейтенанта Александра Ивановича Грессера. Образование получил в Пажеском корпусе, из которого выпущен 27 января 1820 года прапорщиком в лейб-гвардии Литовский полк.
В чине поручика был адъютантом у начальника Сводной Гвардейской дивизии в Варшаве, генерал-лейтенанта Рихтера 2-го, рядом с которым и застал начало восстания поляков в ноябре 1830 года. Цесаревич Константин Павлович, узнав, что генерал этот захвачен поляками в плен, а личный адъютант великого князя, старший брат Грессера Пётр, пропал без вести, оставил Александра Грессера адъютантом при себе. Последний состоял при цесаревиче на всём продолжении кампании против поляков и за отличие при усмирении мятежа был произведён в штабс-капитаны; 16 сентября 1831 года он был награждён золотой шпагой с надписью «За храбрость».
Впоследствии, в чине полковника, Грессер был адъютантом его императорского высочества Главнокомандующего Гвардейским и Гренадерским корпусами великого князя Михаила Павловича. Уволен 3 мая 1845 года с производством в генерал-майоры; через некоторое время был произведён в гражданский чин действительного статского советника.
Среди прочих наград он имел орден Св. Георгия 4-й степени, пожалованный ему 3 декабря 1842 года за беспорочную выслугу 25 лет в офицерских чинах (№ 6726 по кавалерскому списку Григоровича — Степанова).
Скончался 16 (28) января 1868 года в своём имении Разницы Подольского уезда Московской губернии, похоронен возле местной церкви.

## Семья
Первая жена (с 12 апреля 1833 года)  —  Варвара Николаевна Кашкина (11.11.1810—15.02.1839), внучка тульского и калужского генерал-губернатора генерал-аншефа Е. П. Кашкина и сестра декабриста С. Н. Кашкина. После смерти родителей жила в имении брата в селе Прысках, а с 1831 года у теток Кашкиных в Москве, которые и выдали её замуж. После замужества проживала с мужем в Петербурге. По отзыву современников, была «высокая, худая, темноволосая с выразительным лицом. Характер её с детства представлял собой самые странные противоречия: застенчивость, переходившая крайние границы, и неумеренность в привязанностях и антипатиях». «Получив от природы прекрасный ум, она рано оставила общество, вдалась в излишнюю набожность, совершала паломничества и подолгу проживала вдали от мужа. Болезненная от природы, она не была счастлива в супружестве (муж её был человек ветряный и пустой) и умерла молодой без потомства». Похоронена на Волковом кладбище. Их сыновья — Александр (14.11.1833—21.11.1833) родился семимесячным, крещен 15 декабря 1833 года в Симеоновской церкви при восприемстве великого князя Михаила Павловича и княгини П. С. Щербатовой, умер, прожив несколько дней; Николай (24.09.1835—24.09.1835), прожил один час, был крещён повивальной бабкой.
Вторая жена (с 1842 года) — Поликсена Алексеевна Штерич (28.04.1823—04.04.1859), дочь украинского помещика Алексея Петровича Штерича и младшая сестра княгини М. А. Щербатовой, которой был увлечен Лермонтов. Была музыкально одаренной барышней, училась пению у М. И. Глинки. Брак её с вдовцом Грессером закончился разводом. Согласно дневнику барона М. Корфа, зимой 1843 года «главным и почти исключительным элементом светской беседы был разговор о разводе полковника Грессера с прехорошенькой его женой. Злые языки утверждали, что она — еще девица. Инициатива взята была её бабкой, в доме которой она воспитывалась. Сам Грессер говорил великому князю, что причина развода в его бессилие и рассказывал одному приятелю, что жена выгнала его из дома, что он взял всю вину на себя, чтобы ей можно было вновь обвенчаться хоть на другой день после развода». 30 апреля 1848 года Поликсена Алексеевна стала женой Густава фон Рауха (1819—1890). «Поликсена вышла замуж за пруссака и поехала со своим мужем в Бреславль», — писала А. О. Смирнова. Скончалась скоропостижно от «удара в легких» в Берлине, похоронена там же на Инвалидском кладбище. Её сын Николай Раух.